# Дофен (језеро)
Језеро Дофен (енгл. Dauphin Lake; фр. Lac Dauphin) је језеро на западу канадске покрајине Манитоба. Са површином од 519 km² је на десетом месту по величини у Манитоби. Језеро се налази на надморској висини од 260 метара, а од новембра до маја је прекривено ледом. У језеро се улива неколико мањих водотока, а главна отока и уједно веза са језером Винипегосис је река Мосеј.
Западно од језера налази се градић Дофен.
На језеру је развијен рекреативни риболов (штука, смуђ, гргеч и језерска пастрмка).